# Лютоль
Лютоль (пол. Lutol, нім. Leuthen) — село в Польщі, у гміні Любсько Жарського повіту Любуського воєводства.
Населення — 271 особа (2011).
У 1975-1998 роках село належало до Зеленогурського воєводства.

## Демографія
Демографічна структура станом на 31 березня 2011 року:
|          | Загалом | Допрацездатний вік | Працездатний вік | Постпрацездатний вік |
| -------- | ------- | ------------------ | ---------------- | -------------------- |
| Чоловіки | 140     | 18                 | 112              | 10                   |
| Жінки    | 131     | 27                 | 80               | 24                   |
| Разом    | 271     | 45                 | 192              | 34                   |